# Lunar A
Japán második holdszondáját, a Lunar A-t már 1999-ben indította volna, de a hajtómű egyik penetrátorának sérülése miatt az egész programot el kellett halasztani. Új missziós terv készült, amely szerint a Lunar A 2005-ben indult volna, Hold körüli pályára állt volna, majd levált volna róla a két penetrátor, melyek a felszínbe csapódnak. A penetrátorok műszerei közé tartozik a szeizmométer, a hőáramlásmérő és az akcelerométer.
A tervet a műszaki hiányosságok miatti sorozatos halasztások miatt végül 2007 januárjában törölték, egy későbbi időpontban kerülhet megint napirendre.

## Adatok
Az űrszonda átmérője 120 cm, magassága pedig 110 cm. A penetrátorok hossza 90 cm, szélessége pedig 14 cm.